# Pennyroyal Tea
 (décembre 2009).
Si vous disposez d'ouvrages ou d'articles de référence ou si vous connaissez des sites web de qualité traitant du thème abordé ici, merci de compléter l'article en donnant les références utiles à sa vérifiabilité et en les liant à la section « Notes et références ».
Singles de Nirvana
All Apologies. Rape Me
(1993) About a Girl
(1994)
Pistes de In Utero
Milk It
(8) Radio Friendly Unit Shifter
(10)
Pennyroyal Tea est la 9e chanson de l'album In Utero du groupe Nirvana et dure 3 min 39 s. Kurt Cobain a écrit cette chanson.
Elle a aussi fait l'objet d'une reprise acoustique lors du MTV Unplugged in New York.

## Genèse
Il était prévu que Pennyroyal Tea soit le 3e single de l'album mais avec le décès de Kurt Cobain cela ne s'est pas fait (la chanson a été quand même sortie en single quelques jours avant le suicide du chanteur mais fut retirée des ventes à la suite du drame). Il fut décidé aussi d'un clip pour la chanson mais cela ne se fera pas.
Selon M. Crisafulli, Pennyroyal Tea est le morceau de In Utero qui a la plus longue histoire puisqu'il fut composé et enregistré sous une première forme durant l'hiver 1990. Cobain ne trouvait pas la chanson assez forte pour Nevermind et il la mit de côté sans la développer. Lorsqu'elle fut ressuscitée pour In Utero, elle en devint l'un des piliers.
Bien que Pennyroyal Tea ne semblât être qu'une chanson de plus dans la droite ligne des constructions lent-rapide-lent, couplet-refrain-couplet de Cobain, elle est l'une des premières à avoir établi cette formule. C'est peut-être pour cela que Cobain n'en était plus très content à l'époque de la sortie de In Utero : il s'était lassé de ses propres habitudes de composition.

## Thèmes
Étant donné toutes les références médicales de In Utero, et l'œuvre anatomique qui orne la pochette, le titre et les paroles de Pennyroyal Tea (une infusion de menthe pouliot) sont particulièrement appropriés. La menthe pouliot est une sorte de menthe utilisée depuis longtemps dans la médecine traditionnelle en Europe et en Amérique. L'huile que l'on en tire peut servir à repousser les moustiques, mais est également utilisée dans des remèdes à l'efficacité douteuse. Les infusions de menthe pouliot ont par ailleurs la réputation d'avoir un effet abortif, mais le résultat est incertain : il est possible que certains des composants chimiques de la plante puissent causer des contractions utérines, mais il faut pour cela en consommer des quantités presque mortelles.
Pennyroyal Tea est en fait chantée par quelqu'un qui veut se purger complètement de ses problèmes, qui veut s'avorter (ou, si l'on se reporte aux laxatifs dont parle le troisième couplet, qui veut se déféquer). La référence aux antiacides à la cerise (« cherry-flavored antacids ») a par ailleurs une signification particulière : Cobain a souffert durant presque toute sa vie d'un problème stomacal incurable, cause de douleurs chroniques intolérables. Il existe une dernière référence notable dans cette chanson : Cobain dit que, si son auto-avortement réussit, il espère atteindre un paradis digne du compositeur, romancier et poète canadien Leonard Cohen.
Par ailleurs, cette chanson est une nouvelle fois placée sous le signe de l'autodérision qui est la marque de son auteur : l'un des cadres d'interprétation possible est l'addiction à l'héroïne de Kurt. La chanson parle à la fois des causes, des effets et des « effets secondaires » de la drogue. L'effet recherché est le fait d'être détendu avec tout le monde, mais également une certaine euphorie détachée (l'autre monde de Leonard Cohen que Kurt appelle de ses vœux afin de soupirer éternellement — encore une fois l'on sent ici son sourire en filigrane). Les causes, officiellement invoquées, sont bien sûr son ulcère, probablement aggravé par sa consommation d'alcool et son tabagisme impressionnant. Les effets secondaires de l'usage d'héroïne comptent une constipation opiniâtre, d'où l'usage des laxatifs.

## Classement
En 2004, le magazine New Musical Express la classe en 8e position dans sa liste des 20 meilleures chansons de Nirvana. En 2014, Slant Magazine la classe en 9e position de sa liste des 15 meilleures chansons de Nirvana, évoquant une chanson « où Cobain se languit d'un au-delà à la Leonard Cohen où il pourrait soupirer pour l'éternité ».